# Pierre-Antoine Demachy
Pour les articles homonymes, voir Demachy.
Pierre-Antoine Demachy (parfois orthographié De Machy) est un artiste peintre français, né le 17 septembre 1723 à Paris, où il est mort le 10 septembre 1807.
Actif dans la seconde moitié du XVIIIe siècle, il s’est fait une spécialité des peintures de ruines, des décors architecturaux en trompe-l’œil et surtout des vues de Paris, où il donne libre cours à son audace. 

## Biographie

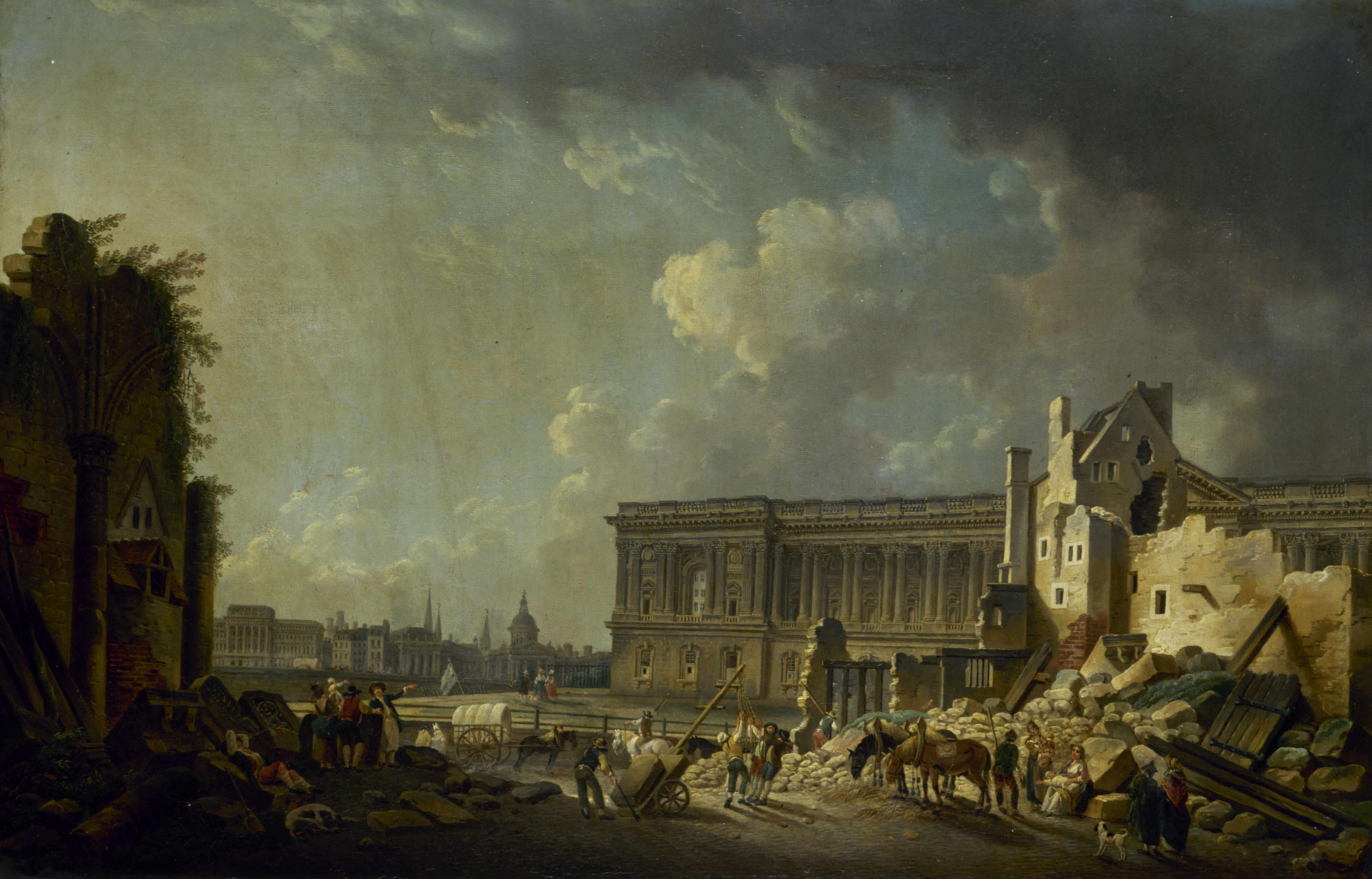
Déblaiement de l’esplanade devant la Colonnade du Louvre (vers 1760), Paris, musée Carnavalet.

Pierre-Antoine Demachy est le fils d’Antoine Demachy, compagnon menuisier, et d’Anne Nau. En 1754, il fut l’élève de Giovanni Niccolo Servandoni, le plus grand scénographe de l’époque en France, d’origine italienne.
En 1755, il est agréé comme peintre d’architecture par l’Académie royale de peinture et de sculpture, et expose au Salon de 1757 à 1802. Il est reçu comme peintre d’architecture à l’Académie le 30 septembre 1758 avec Ruines d’architecture (Paris, musée du Louvre, sous le titre Un Temple en Ruine).

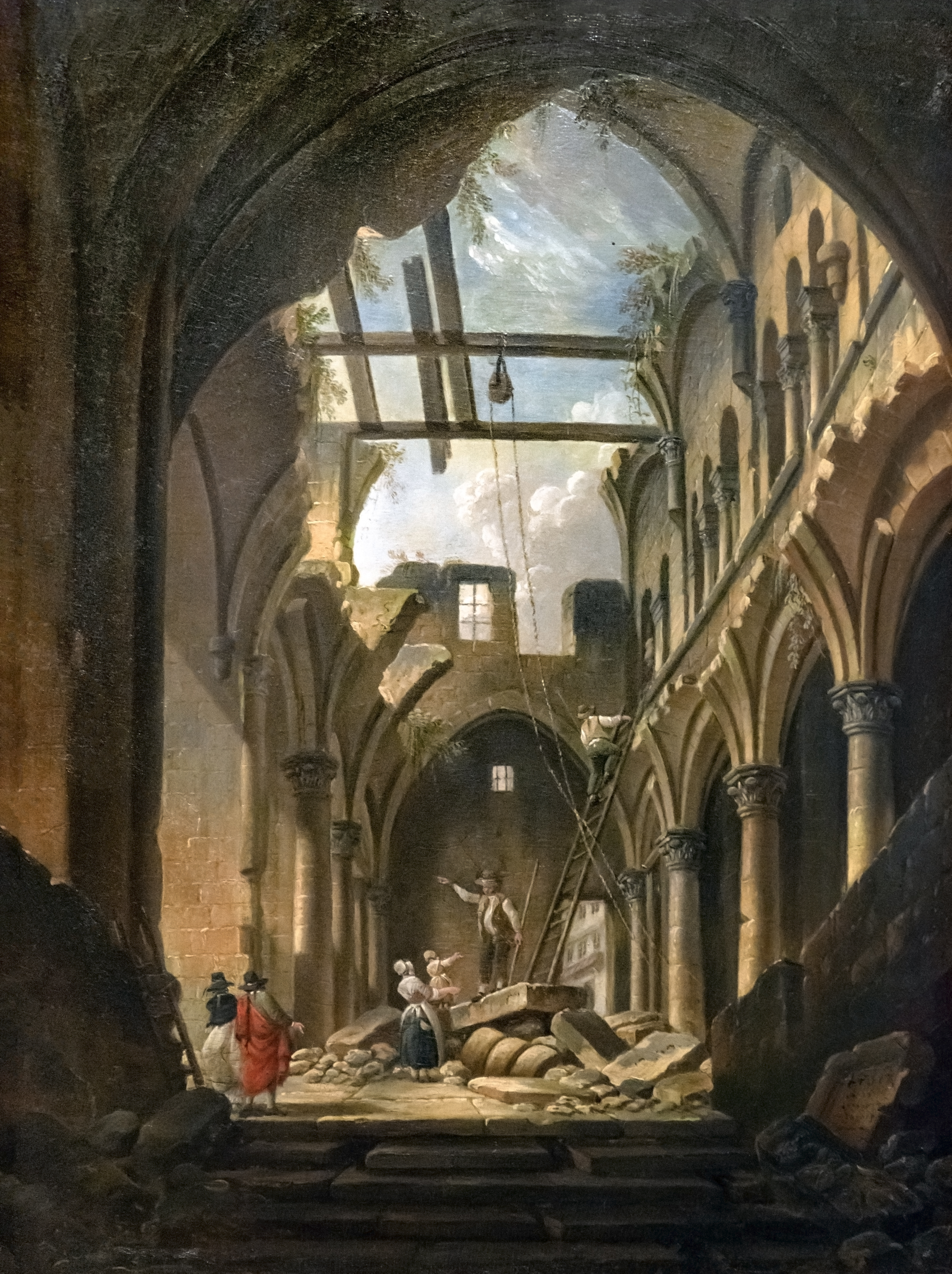
Ruines de l'intérieur de l'église des saints Innocents Musée des Beaux-Arts de Carcassonne

Demachy peint le décor en trompe-l’œil grandeur nature imitant l’architecture de la façade de l’église Sainte-Geneviève pour la pose de la première pierre par le roi Louis XV, le 6 septembre 1764. Cela lui vaut d’être nommé peintre d’architecture des décors de théâtre aux Menus-Plaisirs du roi.
Pierre Contant d'Ivry réalise le nouvel escalier du Palais-Royal en 1767. Demachy peint trois tableaux d’architecture du palais.
En 1768, Catherine II passe commande de tableaux par l’intermédiaire de son ambassadeur à Paris, le prince Galitzine. Au début de l’année, Demachy a demandé qu’on lui paie les tableaux qu’il avait peints pour le Palais-Royal. En 1769, l’atelier du peintre Jean-François Amand, au palais du Louvre, lui étant attribué, il va y former des élèves. En 1777, le comte d’Angiviller se plaint dans une lettre à Jean-Baptiste Marie Pierre, directeur de l’Académie, que « les élèves de Monsieur Demachy, ainsi que ceux d’autres artistes, pollu[èr]ent ces corridors » du Louvre[réf. nécessaire]. À partir de 1776, son fils, Gilles-Pierre, est son élève. En 1775, à la mort de Drouais, il est élu conseiller à l’Académie.
Il peint le Saint Bruno faisant l'oraison sculpté par Gois pour la chartreuse de Bourbon-lez-Gaillon dont l'achèvement est célébré 18 juillet 1776, à l'issue de quatre ans de travaux menés sous la direction de Pierre-Louis Helin. Il est l'auteur de nombreux tableaux sur les monuments de Paris, en particulier du palais du Louvre. En 1762, il a représenté le marché Saint-Germain au moment de son incendie. Ils sont l'occasion de montrer la vie quotidienne dans les rues parisiennes : on aperçoit des lavandières, le linge étendu le long des quais, les hommes et les vaches se rafraîchissent, les bateliers débardent. Il montre l'envol des aérostats des Tuileries en 1784.

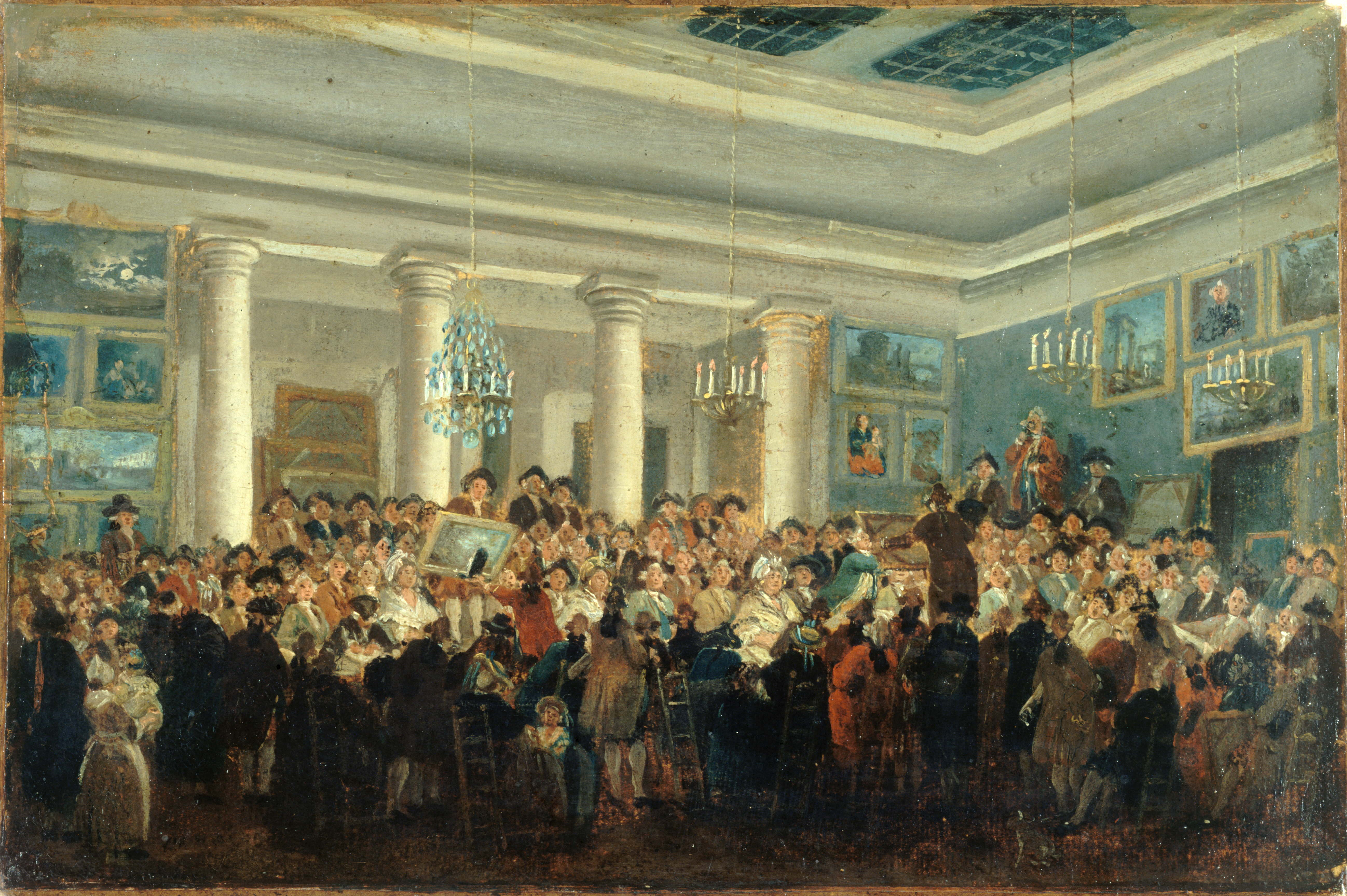
Vente aux enchères de tableaux, à l’hôtel Bullion (vers 1785), Paris, musée Carnavalet.

À la demande de Jean-Baptiste Marie Pierre, directeur de l’Académie royale de peinture et de sculpture, le comte d’Angiviller lui écrit en 1783 qu’il accorde « au sieur Machy, peintre célèbre de ruines et de fabriques, la somme de 500 livres »[réf. nécessaire]. Le premier versement de la pension est effectué en mai. En 1784, il loge au premier étage du palais du Louvre. Il a pour voisin M. Bernières, contrôleur général des ponts et chaussées, membre de plusieurs académies, qui avait mis au point plusieurs inventions. Pierre-François Berruer exécute un buste de Demachy en 1785. Le 18 mai, Demachy écrit au surintendant des Bâtiments du roi pour solliciter le poste de professeur de perspective laissé vacant à la suite de la mort de Jacques-Sébastien Leclerc. Spécialiste reconnu dans ce domaine, le 1er avril 1786, Demachy fut nommé professeur de perspective à l’Académie de peinture, succédant à Leclerc. Il est confirmé à ce poste le 12 juillet 1796, son successeur sera Pierre-Charles Dandrillon en 1807.
Avec Jean-Jacques Bachelier, le 1er décembre 1787, il adresse un mémoire au comte d’Angiviller sur la conservation des tableaux du roi. Les Tablettes de renommée ou du vrai mérite et d’indications générales des artistes célèbres mentionnent les artistes qui sont logés par privilège royal au palais du Louvre : Brenet, Doyen, Renou, van Loo, Vien, Demachy, Huet, Hubert Robert… Ses tableaux ont laissé le témoignage de plusieurs événements de la Révolution. En 1792, avec d’autres artistes, il reçoit commande de tableaux « d’encouragement » pour lesquels il est payé 200 livres par l’Académie. Il est exposé le 22 juin 1793. En 1793 et 1794, il est nommé membre de commission ou scrutateur de la Commune générale des arts qui a remplacé l’Académie. En 1794, il expose une esquisse représentant Le Brûlement des titres féodaux et des attributs de la tyrannie.
Son épouse, Louise Quest, meurt au Louvre en 1799. Son fils, Gilles-Pierre Demachy, meurt au Louvre chez son père en 1801. Le 10 septembre 1807, Pierre-Antoine Demachy meurt à son domicile, no 48 quai de la Mégisserie, à 18 heures, suivant la déclaration faite le lendemain. Il est l’arrière-grand-oncle du banquier Charles-Adolphe Demachy (1818-1888), l’arrière arrière-grand-oncle du photographe Robert Demachy (1859-1936) et le beau-père du général-comte Pierre-Augustin Hulin.

## Œuvres dans les collections publiques
- Carcassonne, Musée des Beaux-Arts
  - Ruines de l'intérieur de l'église des saints Innocents 1787, huile sur toile ;
- Paris
  - musée Carnavalet :
    - Cérémonie de la pose de la première pierre de la nouvelle église Sainte-Geneviève, 1765, huile sur toile ;
    - Le Louvre et la colonnade nouvellement dégagée, 1773, huile sur toile ;
    - L'hôtel des Monnaies et la Seine vus de la pointe de l'île de la Cité, 1777, huile sur toile[9] ;
    - La Fête de l'Être Suprême au Champ de Mars, le 20 Prairial de l'an II (8 juin 1794), huile sur toile ;
    - La Fête de l'Unité et de la Réunion, sur la place de la Révolution, (10 août 1793), huile sur toile[10] ;
    - Une Exécution capitale place de la Révolution, vers 1793, huile sur toile[11] ;
    - Démolition de l'église Saint-Barthélémy sur l'Ile de la Cité, huile sur toile ;
    - Démolition de l'église Saint-Jean-en-Grève, huile sur toile ;
    - Destruction des emblèmes de la monarchie, le 10 août 1793, huile sur toile ;

  - musée Nissim-de-Camondo
    - Caprice architectural avec le palais du Luxembourg, 1774, huile sur toile, 65 × 80 cm.
- Tours, musée des Beaux-Arts
  - Vue panoramique de Tours, huile sur toile, 81,5 x 154 cm[12]
- Vizille, musée de la Révolution française : Translation des cendres de Voltaire au Panthéon le 11 juillet 1791, 1791, huile sur papier contrecollé sur toile.

## Galerie

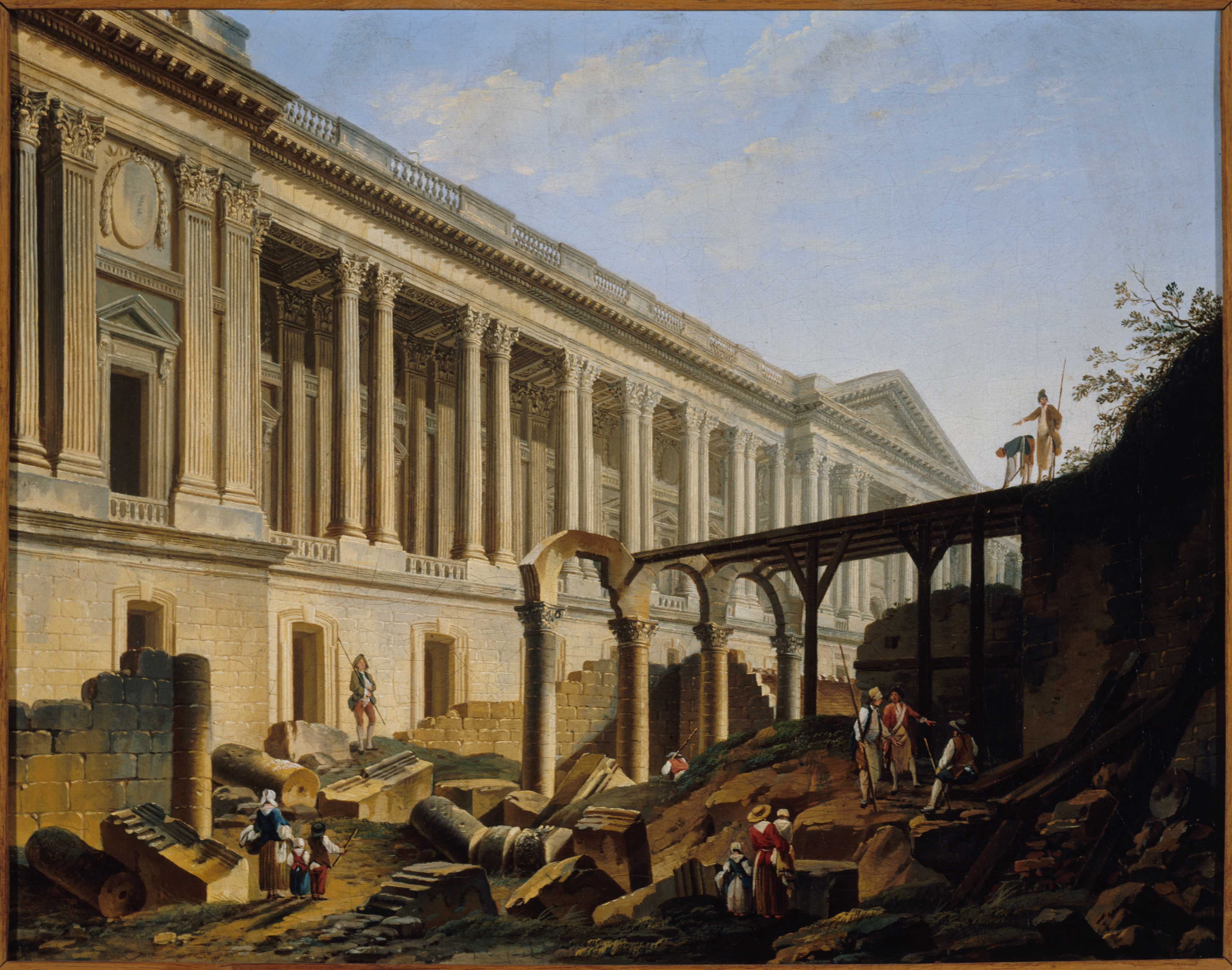
Démolition de l'hôtel du Petit-Bourbon devant la Colonnade du Louvre (vers 1760), Paris, musée Carnavalet.
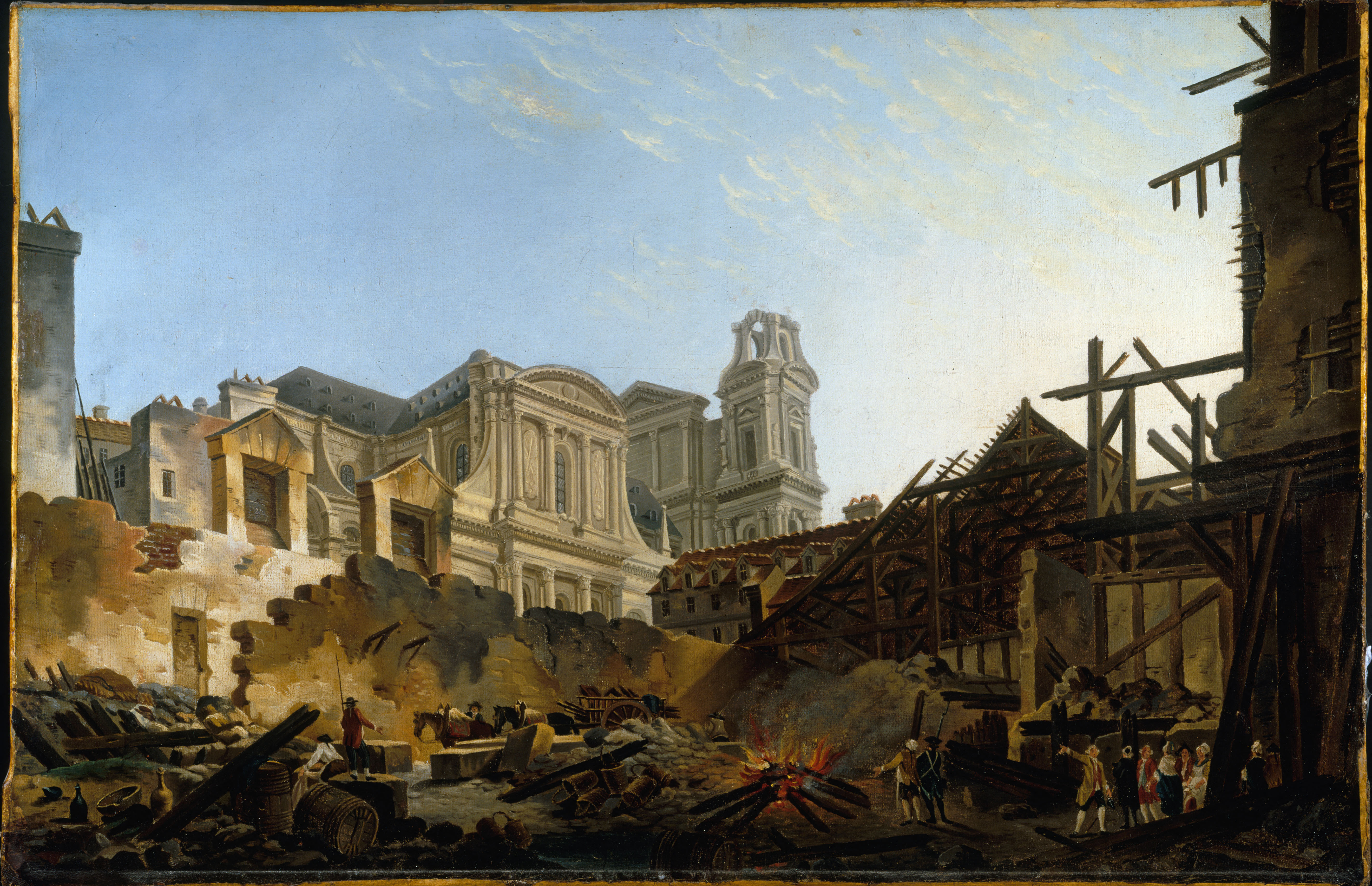
La Foire Saint-Germain après l'incendie dans la nuit du 16 au 17 mars 1762 (vers 1762), Paris, musée Carnavalet.
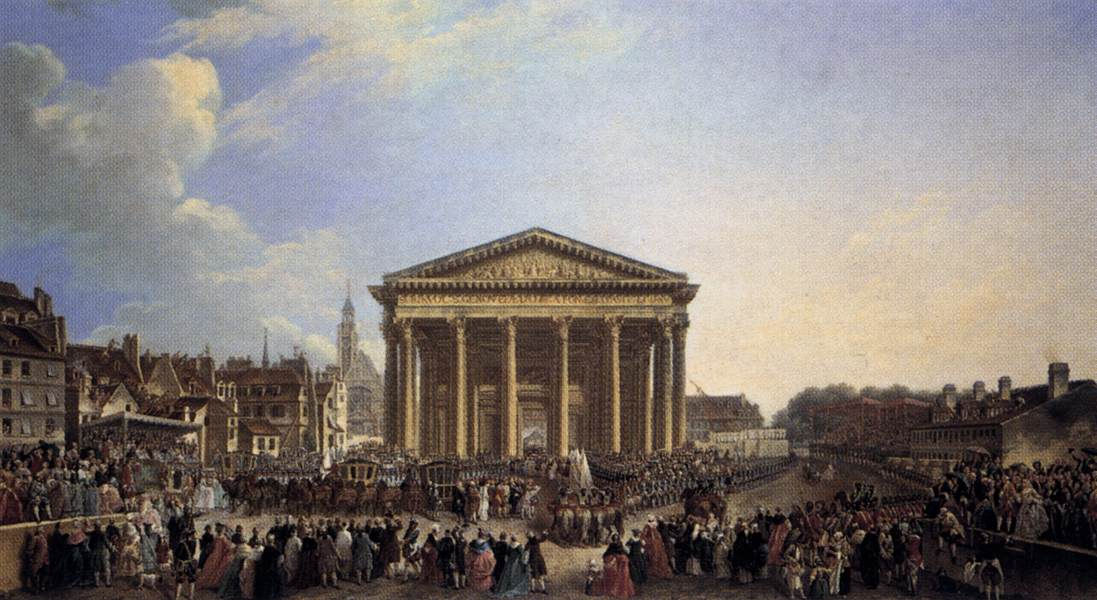
Cérémonie de la pose de la première pierre de la nouvelle église Sainte-Geneviève, le 6 septembre 1764 (1765), Paris, musée Carnavalet.
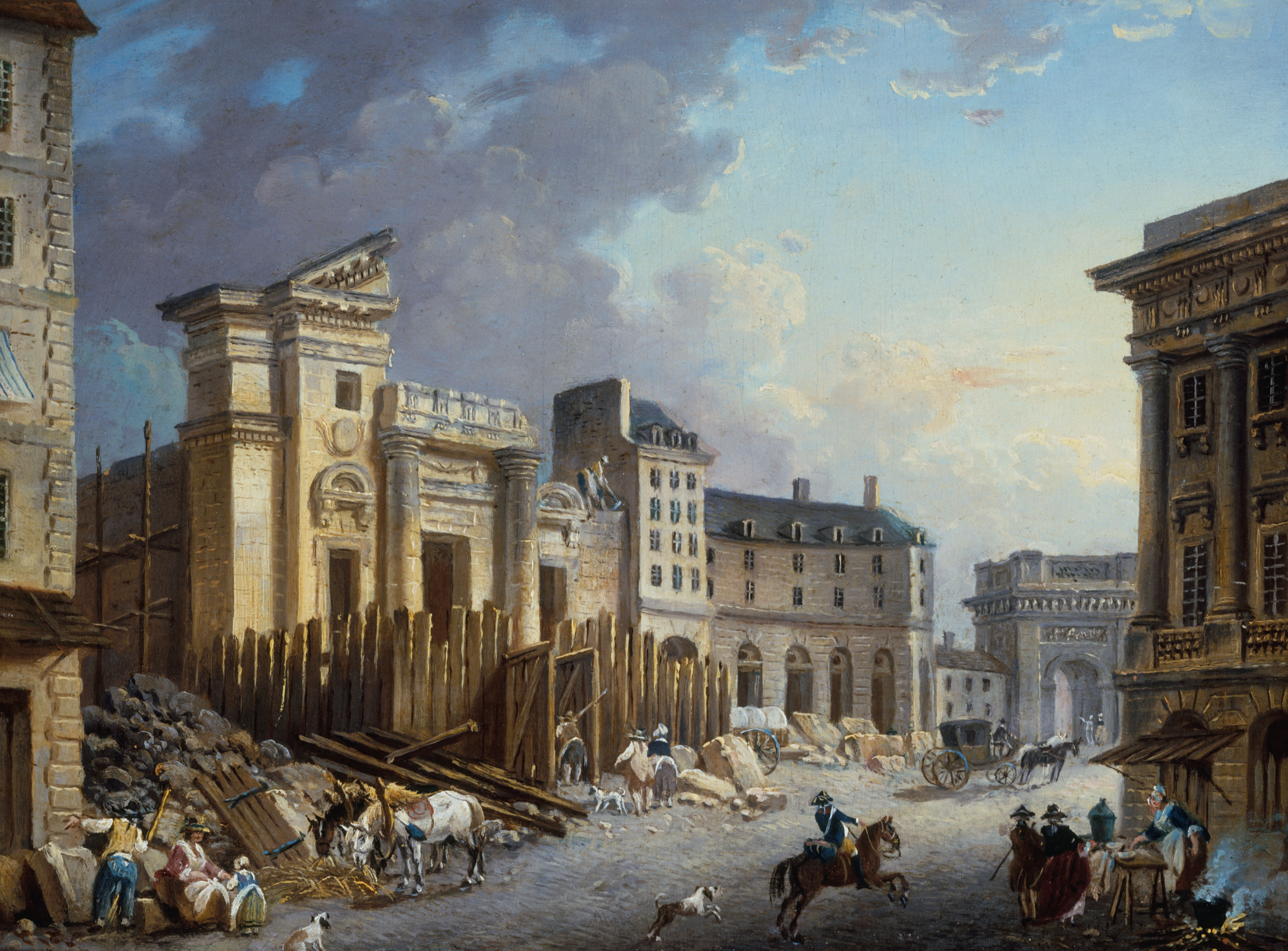
Démolition de l'église Saint-Barthelemy, sur l’île de la Cité (1791), Paris, musée Carnavalet.
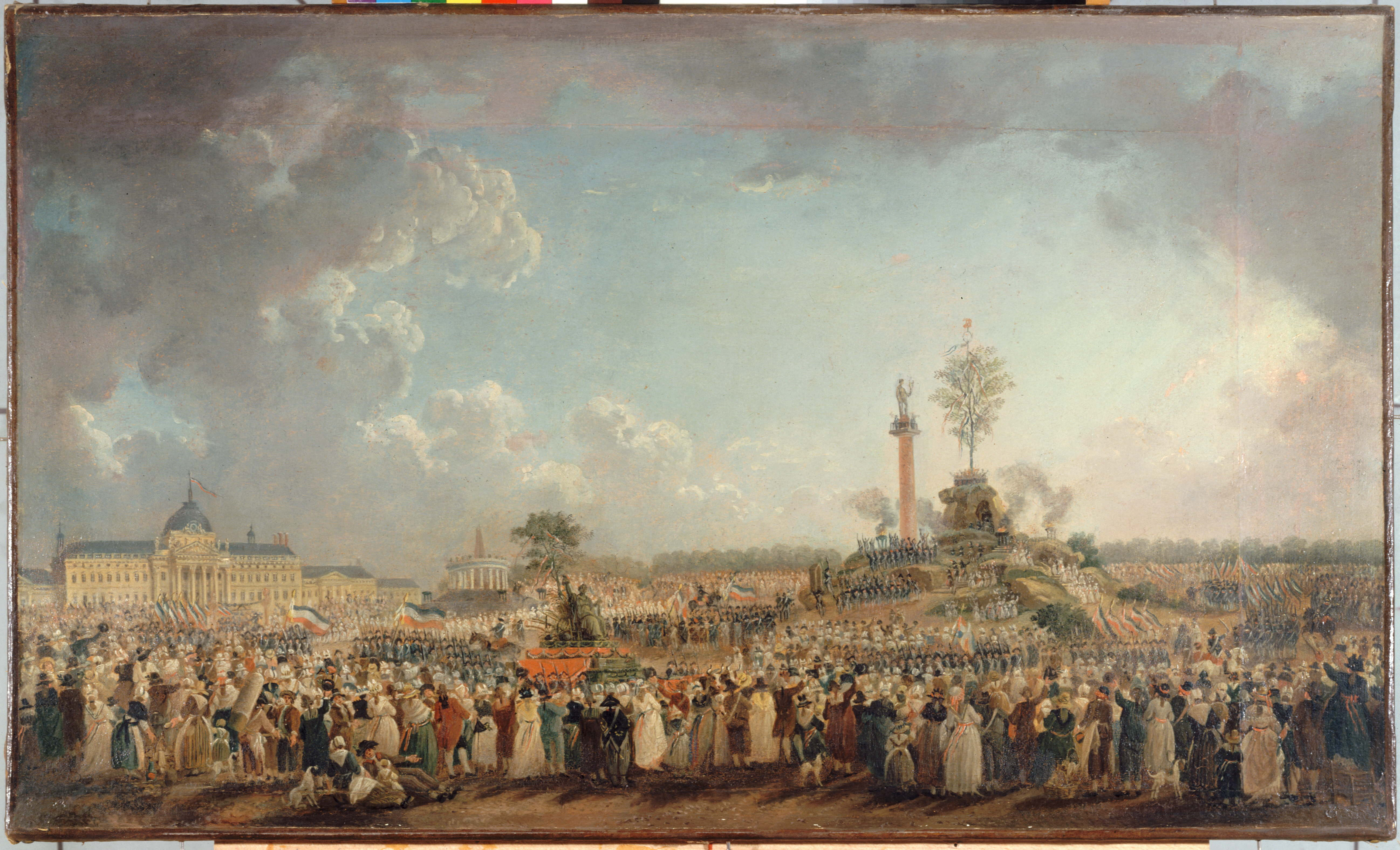
Fête de l’Être suprême (1794), Paris, musée Carnavalet.
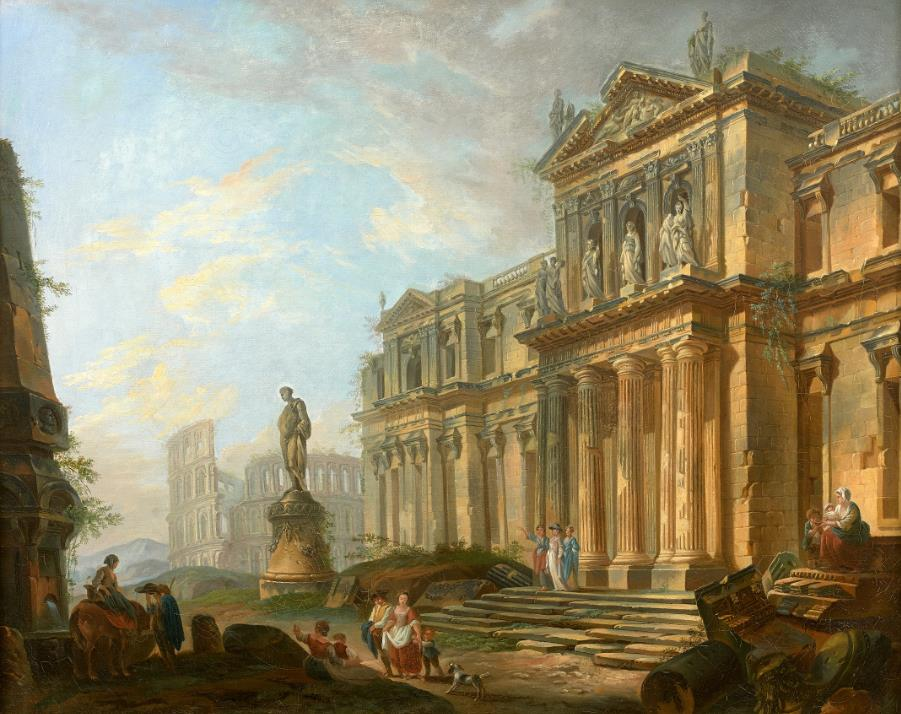
"Les ruines du vieux château de Clagny", à Versailles, par Pierre-Antoine Demachy, 1773 (65 x 79 cm). Tableau exposé au Salon du Louvre de 1775, sous le numéro 51. Collection particulière.

## Élèves
- Pierre-Gilles Demachy (1761-1801) ;
- Louis-Gabriel Moreau (1740-1806) ;
- Louis Belanger

## Salons
- 1757, 1761, 1763, 1765, 1767, 1769, 1771, 1773, 1775, 1777, 1781, 1783, 1785, 1787, 1791, 1793, 1795 et 1798.

## Expositions
- Versailles, musée Lambinet, Le témoin méconnu – Pierre-Antoine Demachy, du 14 février au 18 mai 2014. Catalogue sous la direction de François Roussel-Leriche et Marie Petkowska-Leroux.